# Reflejo
El término reflejo o acto reflejo se define como la respuesta automática e involuntaria que realiza un ser vivo ante la presencia de un determinado estímulo. El reflejo implica generalmente un movimiento, aunque puede consistir también en la activación de la secreción de una glándula.
Como ejemplo de reflejo que implica el movimiento, puede citarse  el de prensión palmar que consiste en que al aplicar presión en las palmas de las manos con un objeto, se desencadena una flexión espontánea de la mano que se cierra tratando de atraparlo.
Este reflejo es característico de los niños recién nacidos y se pierde a partir de los cuatro meses. 
Entre los reflejos que provocan la activación de una glándula, puede citarse el reflejo de secreción láctea que consiste en la respuesta de la glándula mamaria que produce leche ante el estímulo de succión del pezón por parte del niño.
Los reflejos pueden ser de carácter innato o adquirido. Un ejemplo de reflejo innato sería alejar la mano de una superficie caliente. Un reflejo adquirido o condicionado sería pisar el freno del coche tras observar la luz roja en un semáforo. Este reflejo se va adquiriendo a través de la experiencia durante el proceso de aprendizaje en la conducción, llega un momento que el acto se realiza de manera automática sin que debamos pensar antes de llevar a cabo la acción.
Ivan Pavlov descubrió, que los reflejos también se pueden aprender, mediante acondicionamiento y habituación. El funcionamiento vegetativo del organismo (circulación sanguínea, respiración, deglución) está regulado y controlado por reflejos. Comprobar los reflejos de una persona puede servir para realizar diagnósticos médicos.

## Reflejos osteotendinosos

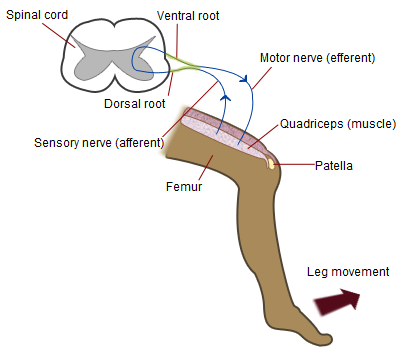
Reflejo rotuliano

También reciben el nombre de profundos, de estiramiento muscular o miotáticos. Consisten en que al estirar un músculo este responde con una contracción que se opone al estiramiento. Este tipo de reflejos se obtienen en la práctica médica realizando la percusión de un tendón mediante un martillo de reflejos u otro objeto adecuado para tal fin. La respuesta es una contracción brusca del músculo correspondiente. Los principales reflejos pertenecientes a este grupo son:
- Reflejo bicipital. La respuesta es la contracción del músculo bíceps braquial.
- Reflejo tricipital.  La respuesta es la contracción del músculo tríceps braquial.
- Reflejo estiloradial.
- Reflejo cubitopronador.
- Reflejo rotuliano. La respuesta es la contracción del músculo cuádriceps.
- Reflejo aquiliano. La respuesta es la contracción del músculo tríceps sural.
- Reflejo mediopubiano.
- Reflejo nasopalpebral. La respuesta es la contracción del músculo orbicular de los párpados de ambos ojos.
- Reflejo superciliar. La respuesta es la contracción del músculo orbicular de los párpados del ojo correspondiente.
- Reflejo maseterino.

## Reflejo de flexión
Se origina a partir de receptores del dolor presentes en la piel y los músculos (receptores nocioceptivos). La estimulación de los mismos produce una respuesta motora que tiende a separar el miembro del estímulo doloroso, activando los músculos flexores de la extremidad afectada, por ello recibe también el nombre de reflejo de retirada.
Este reflejo tiene la función fisiológica de evitar que se produzca un daño importante en los tejidos. Se activa con relativa frecuencia en la vida cotidiana, por ejemplo si mientras andamos pisamos una tachuela, automáticamente la pierna se flexiona y el pie se separa del suelo en un intento de minimizar el daño.

## Reflejos innatos
Son característicos del recién nacido y lactante. A medida que el cerebro va avanzando en su proceso de maduración este tipo de reflejos desaparece. Si persisten a partir de cierta edad, se consideran un signo de enfermedad provocada por una alteración en el desarrollo del sistema nervioso. Algunos de los reflejos que pertenecen a este grupo son los siguientes:
- Reflejo de succión.
- Reflejo de marcha automática.
- Reflejo de prensión palmar
- Reflejo de prensión plantar.
- Reflejo de Moro, llamado así en honor del pediatra Ernst Moro.[12]
- Reflejo de paracaídas.
- Reflejo de Babinski.

## Reflejos vegetativos

El cambio de grosor del cristalino, permite que en la retina del ojo converjan los rayos lumínicos, independientemente de la distancia a la que se encuentre el objeto que se quiera ver (reflejo de acomodación). En el proceso intervienen las fibras del músculo ciliar en conexión con los hemisferios cerebrales.

Los centros reflejos encargados de determinadas respuestas específicas se hallan situados a diferentes niveles de la médula, como los que producen la erección del pene, la eyaculación, la secreción de sudor, etc. Algunos se ubican en el bulbo raquídeo, engrosamiento medular próximo al encéfalo donde están situados los centros respiratorios, circulatorio, de la deglución, que controlan las actividades correspondientes.
El funcionamiento vegetativo del organismo se halla regulado y controlado por un conjunto de reflejos muy variados, entre los que se pueden citar, además de los que afectan al sistema respiratorio, circulatorio o a la secreción salival, de cuyos centros se hablaba en el apartado anterior, otros como la tos; el parpadeo; los reflejos posturales, mediante los cuales se mantiene el equilibrio del cuerpo en condiciones estáticas y dinámicas; el del tono muscular; el rubor o la palidez, éstos de carácter muy complejo. Todos estos reflejos son de tipo innato, no aprendido y en su casi totalidad de carácter involuntario, si bien sobre algunos se puede ejercer cierto control.

## Reflejos adquiridos
El reflejo adquirido a diferencia del innato se desarrolla a lo largo de la vida del organismo, a medida que este va adquiriendo experiencias nuevas. Durante el proceso mediante el cual se instaura un reflejo condicionado, un estímulo que anteriormente resultaba indiferente, se convierte en el causante de una respuesta automática.
Un ejemplo muy claro de reflejo incondicionado, sería el reflejo de succión, presente en el niño en el momento del nacimiento y gracias al cual el contacto del pezón de la madre con la boca del lactante, provoca en este último de forma automática la succión de la leche. Sin embargo, en muchos casos cuando el pequeño tiene únicamente 15 días de vida, desarrolla la respuesta de succión cuando se le coloca el babero, no siendo necesario estimular físicamente la boca del bebe. Esta respuesta que no es innata, sino aprendida y está desencadenada por la colocación del babero, es un buen ejemplo de reflejo condicionado.

## Reflejos patológicos
Se dan en numerosos cuadros clínicos transformaciones de centros nerviosos que originan signos de notable valor diagnóstico. Entre los múltiples casos de interés en patología diagnóstica cabe señalar, por ejemplo, el llamado reflejo de Flatau, o dilatación pupilar por inflexión de la cabeza que puede registrarse en la meningitis; el reflejo de Capp, trastorno vasomotor específico de la pleuritis.

## Clasificación según su función
Los reflejos pueden ser, según esta clasificación:
- Adaptativos o de supervivencia:[14] como por ejemplo el reflejo de succión de los recién nacidos,[15] o la respuesta al susto
- Preparativos: reflejos que preparan para la realización de una determinada acción en el futuro (como por ejemplo el reflejo de marcha de los recién nacidos)
- Defensivos: como el parpadeo
- Desconocida: de los que sólo se puede inferir su función, pero no asegurarla (como el reflejo de Moro)

## Propiedades de los reflejos
Entre las propiedades de los reflejos están:
- Invariabilidad: La acción de un estímulo determinado sobre un campo receptor de un mismo individuo causa siempre el mismo reflejo. Ejemplo: La acción del roce en el interior de las fosas nasales provoca un estornudo.

- Integridad: Para que se produzca un reflejo debe existir continuidad entre los elementos anatómicos que deben entrar en acción. Una interrupción en el arco suprime el reflejo.

- Velocidad: Para medir esta velocidad hay que distinguir: el recorrido de la excitación en el nervio sensitivo; el tiempo de reacción para transformar la impresión sensitiva en reacción motriz; el recorrido de la excitación en el nervio motor; el tiempo de reacción del músculo.

- Ecuación personal: El tiempo de la reacción es variable según los individuos, puede ser disminuido por el estado de atención y por el ejercicio.

- Fatigabilidad: Si se provoca repetidas veces el mismo reflejo, el tiempo de acción aumenta progresivamente, la intensidad del movimiento disminuye y por fin la reacción acaba por no producirse. La fatiga aparece al nivel de las sinapsis de las neuronas.

## Leyes de los reflejos
La médula es el asiento de los movimientos involuntarios. Para la comprobación de dichos nos bastará decapitar una rana y; enseguida,
pinchar una de sus patas traseras; se notará que el animal reacciona y la encoge con energía respondiendo así al estímulo del pinchazo con un acto inconsciente.
Las condiciones y caracteres de estos actos reflejos espinales podemos sintetizarlos en las leyes llamadas leyes de los reflejos.
Las leyes de los reflejos se deducen del principio de que la reacción es proporcional a la acción; es decir, a la intensidad del estímulo. Un estímulo de intensidad creciente de lugar a movimientos cada vez más enérgicos y más generalizados.
- Ley de la localización: La intensidad causa reflejos unilaterales. Excitando ligeramente la extremidad de la pata derecha de la rana decapitada; el animal retira solamente esa pata.

- Ley de simetría: La intensidad causa reflejos bilaterales. El animal retira las dos patas posteriores.

- Ley de la intensidad: En este caso se verifica también la ley de la intensidad; es decir, que la pata excitada ejecuta movimientos más energéticos que la otra.

- Ley de irradiación: La intensidad causa un movimiento reflejo que se extiende a la pata anterior del mismo lado que la pata excitada. El animal retira, pues las dos patas posteriores y la pata anterior derecha.[cita requerida]

## Arco reflejo
Un arco reflejo es la acción realizada por un conjunto de estructuras anatómicas del sistema nervioso (receptor, neurona sensitiva, interneurona, neurona motora, y efector). Esta acción es una respuesta estereotipada e involuntaria a un estímulo específico, como por ejemplo, dar un golpe en el ligamento rotuliano. La respuesta estereotipada consiste en la coordinación rápida de las siguientes acciones: excitación, mediante un estímulo, que provoca la conducción de un mensaje a la médula, la cual coordina la respuesta, llevándose a cabo la reacción. 
Es importante remarcar la diferencia entre este concepto y lo que se conoce habitualmente como "reflejo". Fuera del ámbito científico, es común encontrar el uso de la palabra REFLEJO al referirse a movimientos complejos pero visiblemente rápidos. El término correcto para referirse a este tipo de movimientos es el de "movimientos balísticos". Estos se realizan en menos de medio segundo, pero requieren de: aprendizaje previo, nivel de conciencia activo y perfeccionamiento mediante la práctica, al igual que el andar. Un ejemplo claro para marcar las diferencias podría ser: cuando algo está cayendo al piso y sin pensarlo, lo atajamos. No es un reflejo porque requiere la coordinación de numerosas áreas motoras (es decir, corteza cerebral, que no interviene en los reflejos, recordemos que en los reflejos interviene solamente la médula espinal); se trata en este caso, de un movimiento balístico: rápido, inconsciente, en respuesta a un estímulo, pero previamente aprendido, perfeccionado y con un estado consciente.
Dependiendo del curso y determinación de la neurona puede integrar los reflejos musculares del tronco y los miembros, reflejos auditivos, vestibulares y respiración, como recibir señales sensoriales que parten de los receptores, procesar estas señales y realizar las respuestas a las mismas para ser seguros.